# Бёюк-Марджанлы
Бёюк-Марджанлы (азерб. Böyük Mərcanlı — «Большой Марджанлы») — село в Джебраильском районе Азербайджана.

## География
Село расположено на равнине, в 2 км от левого берега реки Аракс, в 30 км к востоку от районного центра — Джебраила.

## История
Село, прежде называвшееся Марджанлы, было построено в XIX веке на территории села Маралян семьями рода Марджанлы, которые были переселены из села Лянбяран (ныне — в Бардинском районе), принадлежащего Джафаркули-хану, внуку карабахского хана Ибрагима Халил-хана. Позже группа семей, переехавших из села Марджанлы, основала село Юхари-Марджанлы. Противоположным селом является Чоджук-Марджанлы.
В годы Российской империи село Беюк-Марджанлу входило в состав Джебраильского уезда Елизаветпольской губернии.
В советские годы село входило в состав Мехдилинского сельсовета Джебраильского района Азербайджанской ССР.
Во время Первой карабахской войны, в 1993 году село перешло под контроль непризнанной Нагорно-Карабахской Республики.
27 сентября 2020 года в ходе Второй карабахской войны Бёюк-Марджанлы и нескольких других сёл вернулись под контроль Азербайджана.

## Население
По данным «Свода статистических данных о населении Закавказского края, извлеченных из посемейных списков 1886 года» в селе Беюк-Марджанлу Марджанлинского сельского общества был 151 дым и проживало 664 азербайджанцев (указаны как «татары»), которые были суннитами по вероисповеданию и крестьянами.
В 1976 году в селе проживало 4331 человек. Население занималось хлопководством, возделыванием пшеницы, шелководством и животноводством. В селе были расположены средняя и 2 восьмиклассные школы, библиотека, дом культуры, клуб, больница и 2 отдела связи.
По данным государственного комитета по работе с беженцами и вынужденными переселенцами Азербайджана на 2020 год, 11 145 жителей села являются вынужденными переселенцами.